# 中铺镇
中铺镇，是中华人民共和国甘肃省定西市临洮县下辖的一个乡镇级行政单位。

## 行政区划
中铺镇下辖以下地区：
上铺村、哈拉沟村、大石头村、下石家村、红柳村、蒋家山村、南家村、下铺村、摩云村、龚家掌村、王家沟村、湾腰子村、田家沟村、何家山村、伊里沟村、康泉村、康家山村、马家山村、康家沟村和崔家山村。